# Marja-Liisa Kirvesniemi
Marja-Liisa Kirvesniemi z d. Hämäläinen (ur. 10 września 1955 w Simpele) – fińska biegaczka narciarska, siedmiokrotna medalistka olimpijska, ośmiokrotna medalistka mistrzostw świata i dwukrotna zdobywczyni Pucharu Świata, zawodniczka klubu Simpeleen Urheilijat.

## Kariera
W Pucharze Świata w biegach narciarskich zadebiutowała w sezonie 1981/1982. Nie stanęła co prawda na podium, ale parę razy zdobywała punkty, co pozwoliło jej zająć 18. miejsce w klasyfikacji generalnej. Pierwszy raz na podium zawodów PŚ stanęła 12 grudnia 1982 r. we Włoskim Val di Sole zajmując 2. miejsce w biegu na 5 km. Niecałe cztery miesiące później, 5 marca 1983 r. w Lahti odniosła swoje pierwsze zwycięstwo. Łącznie 25 razy stawała na podium zawodów Pucharu Świata, w tym 11 razy zwyciężała. Najlepsze wyniki osiągała w sezonach 1982/1983 i 1983/1984, kiedy to triumfowała w klasyfikacji generalnej. Ponadto w sezonie 1987/1988 zajęła trzecie miejsce w klasyfikacji generalnej.
Igrzyska olimpijskie w Innsbrucku w 1976 r. były jej olimpijskim debiutem. Zajęła tam 22. miejsce w biegu na 10 km techniką klasyczną. W indywidualnych startach podczas igrzysk olimpijskich w Lake Placid plasowała się pod koniec drugiej dziesiątki, a w sztafecie Finki z Hämäläinen w składzie zajęły piąte miejsce. Największe olimpijskie sukcesy odniosła na igrzyskach olimpijskich w Sarajewie w 1984 r. Została tam mistrzynią olimpijską w biegach na 5, 10 i 20 km techniką klasyczną. Ponadto Finki w składzie: Pirkko Määttä, Eija Hyytiäinen, Marjo Matikainen i Marja-Liisa Hämäläinen wywalczyły brązowy medal w sztafecie. Została tym samym pierwszą kobietą, która zdobyła trzy złote medale w biegach narciarskich na jednych igrzyskach. Po tych igrzyskach wyszła za mąż za Harriego Kirvesniemi i zmieniła nazwisko. Na igrzyskach olimpijskich w Calgary nie odnosiła już takich sukcesów. W swoim najlepszym starcie, na 5 km techniką klasyczną, zajęła 5. miejsce. Mimo to Finki w składzie: Pirkko Määttä, Marja-Liisa Hämäläinen, Marjo Matikainen i Jaana Savolainen zdobyły brązowy medal w sztafecie, powtarzając wynik z Sarajewa. Z igrzysk w Albertville w 1992 r. wróciła bez medalu. jej najlepszym indywidualnym wynikiem było 6. miejsce w biegu na 15 km techniką klasyczną. W wieku 38 lat wzięła udział w igrzyskach olimpijskich w Lillehammer, gdzie zaprezentowała się bardzo dobrze. Zdobyła tam dwa brązowe medale w biegach na 5 i 30 km techniką klasyczną.
W 1978 r. zadebiutowała na mistrzostwach świata biorąc udział w mistrzostwach w Lahti, gdzie wraz z Tainą Impiö, Hilkką Riihivuori i Heleną Takalo zdobyła złoty medal w sztafecie. Na mistrzostwach świata w Oslo jej najlepszym wynikiem było 11. miejsce w biegu na 10 km techniką dowolną. Podczas mistrzostw świata w Seefeld zdobyła srebrny medal na tym właśnie dystansie ulegając jedynie Norweżce Anette Bøe. mistrzostwa świata w Lahti w 1989 r. były najlepszymi w jej karierze. Zdobyła złote medale w sztafecie oraz w biegu na 10 km techniką klasyczną, a w biegu na 15 km stylem klasycznym zajęła drugie miejsce za swoją rodaczką Marjo Matikainen, trzecia była kolejna Finka Pirkko Määttä. Na mistrzostwach świata w Val di Fiemme do swojej medalowej kolekcji dorzuciła srebrny medal w biegu na 5 km techniką klasyczną. Mistrzostwa świata w Falun w 1993 r. były jej drugimi w tym szwedzkim mieście, a także ostatnimi w karierze. Także tutaj zdobyła srebrny medal, tym razem na dystansie 15 km stylem klasycznym.
W 1989 r. wygrała prestiżowe zawody w Holmenkollen. W tym samym roku, za ten i inne sukcesy, została nagrodzona medalem Holmenkollen. Była także wielokrotną mistrzynią Finlandii, zarówno w biegach indywidualnych jak i sztafecie. Na mistrzostwach Finlandii zdobyła 30 tytułów i łącznie 46 medali. Była sportowcem roku w Finlandii w 1984 r. oraz najlepszym sportowcem Finlandii wśród kobiet w latach 1985 i 1991.
Karierę zakończyła w 1994 r. w wieku 39 lat. Jej mąż, Harri Kirvesniemi, również uprawiał biegi narciarskie. Podobnie jak ona startował na sześciu igrzyskach, a w zawodach Pucharu Świata startował z sukcesami jeszcze po ukończeniu 40. roku życia.

## Osiągnięcia

### Igrzyska olimpijskie
| Miejsce | Dzień     | Rok  | Miejscowość | Konkurencja             | Czas biegu | Strata   | Zwyciężczyni      |
| ------- | --------- | ---- | ----------- | ----------------------- | ---------- | -------- | ----------------- |
| 22.     | 10 lutego | 1976 | Innsbruck   | 10 km stylem klasycznym | 30:13,41   | +2:24,31 | Raisa Smietanina  |
| 19.     | 15 lutego | 1980 | Lake Placid | 5 km stylem klasycznym  | 15:06,92   | +21,35   | Raisa Smietanina  |
| 18.     | 18 lutego | 1980 | Lake Placid | 10 km stylem klasycznym | 30:31,54   | +1:51,34 | Barbara Petzold   |
| 5.      | 21 lutego | 1980 | Lake Placid | Sztafeta 4 × 5 km       | 1:02:11,10 | +2:30,18 | NRD               |
| 1.      | 9 lutego  | 1984 | Sarajewo    | 10 km stylem klasycznym | 31:44,2    | -        | -                 |
| 1.      | 12 lutego | 1984 | Sarajewo    | 5 km stylem klasycznym  | 17:04,0    | -        | -                 |
| 3.      | 15 lutego | 1984 | Sarajewo    | Sztafeta 4 × 5 km       | 1:06:49,7  | +4:22,6  | Norwegia          |
| 1.      | 18 lutego | 1984 | Sarajewo    | 20 km stylem klasycznym | 1:01:45,0  | -        | -                 |
| 9.      | 14 lutego | 1988 | Calgary     | 10 km stylem klasycznym | 30:08,3    | +48,7    | Vida Vencienė     |
| 5.      | 17 lutego | 1988 | Calgary     | 5 km stylem klasycznym  | 15:04,0    | +12,7    | Marjo Matikainen  |
| 3.      | 21 lutego | 1988 | Calgary     | Sztafeta 4 × 5 km       | 59:51,1    | +2:02,7  | ZSRR              |
| 11.     | 25 lutego | 1988 | Calgary     | 20 km stylem dowolnym   | 55:33,6    | +2:52,0  | Tamara Tichonowa  |
| 6.      | 9 lutego  | 1992 | Albertville | 15 km stylem klasycznym | 42:20,8    | +1:41,9  | Lubow Jegorowa    |
| 31.     | 13 lutego | 1992 | Albertville | 5 km stylem klasycznym  | 14:13,8    | +1:19,4  | Marjut Lukkarinen |
| 3.      | 15 lutego | 1994 | Lillehammer | 5 km stylem klasycznym  | 14:08,8    | +27,2    | Lubow Jegorowa    |
| 13.     | 17 lutego | 1994 | Lillehammer | 5+10 km pościgowy       | 41:38,9    | +2:18,7  | Lubow Jegorowa    |
| 4.      | 21 lutego | 1994 | Lillehammer | Sztafeta 4 × 5 km       | 57:12,5    | +2:03,4  | Rosja             |
| 3.      | 24 lutego | 1994 | Lillehammer | 30 km stylem klasycznym | 1:25:41,6  | +32,0    | Manuela Di Centa  |

### Mistrzostwa świata
| Miejsce | Dzień       | Rok  | Miejscowość      | Konkurencja             | Czas biegu  | Strata   | Zwyciężczyni            |
| ------- | ----------- | ---- | ---------------- | ----------------------- | ----------- | -------- | ----------------------- |
| 23.     | 18 lutego   | 1978 | Lahti            | 10 km stylem klasycznym | 37:01,72    | +2:32,14 | Zinaida Amosowa         |
| 1.      | 22 lutego   | 1978 | Lahti            | Sztafeta 4 × 5 km       | 1:13:25,08  | -        | -                       |
| 16.     | 25 lutego   | 1978 | Lahti            | 20 km stylem klasycznym | 1:13:00,85  | +4:05,75 | Zinaida Amosowa         |
| 11.     | 19 lutego   | 1982 | Oslo             | 10 km stylem dowolnym   | 29:25,9     | ?        | Berit Aunli             |
| 17.     | 21 lutego   | 1982 | Oslo             | 5 km stylem dowolnym    | 14:30,2     | ?        | Berit Aunli             |
| 4.      | 24 lutego   | 1982 | Oslo             | Sztafeta 4 × 5 km       | 1:02:15,9   | +52,5    | Norwegia                |
| 17.     | 26 lutego   | 1982 | Oslo             | 20 km stylem klasycznym | 1:06:16,9 h | ?        | Raisa Smietanina        |
| 2.      | 19 stycznia | 1985 | Seefeld in Tirol | 10 km stylem dowolnym   | 30:54,8     | +1,4     | Anette Bøe              |
| 2.      | 21 stycznia | 1985 | Seefeld in Tirol | 5 km stylem klasycznym  | 15:14,8     | +10,3    | Anette Bøe              |
| 4.      | 23 stycznia | 1985 | Seefeld in Tirol | Sztafeta 4 × 5 km       | 1:04:50,1   | +1:41,9  | ZSRR                    |
| 12.     | 26 stycznia | 1985 | Seefeld in Tirol | 20 km stylem klasycznym | 59:19,1     | +2:43,4  | Grete Ingeborg Nykkelmo |
| 1.      | 17 lutego   | 1989 | Lahti            | 10 km stylem klasycznym | 29:19,0     | -        | -                       |
| 2.      | 21 lutego   | 1989 | Lahti            | 15 km stylem klasycznym | 47:46,6     | +2,0     | Marjo Matikainen        |
| 1.      | 23 lutego   | 1989 | Lahti            | Sztafeta 4 × 5 km       | 54:49,8     | -        | -                       |
| 8.      | 25 lutego   | 1989 | Lahti            | 30 km stylem dowolnym   | 1:29:59,7   | +2:16,3  | Jelena Välbe            |
| 12.     | 8 lutego    | 1991 | Val di Fiemme    | 15 km stylem klasycznym | 14:04,2     | ?        | Jelena Välbe            |
| 2.      | 12 lutego   | 1991 | Val di Fiemme    | 5 km stylem klasycznym  | 14:04,2 min | +5,7 s   | Trude Dybendahl         |
| 4.      | 14 lutego   | 1991 | Val di Fiemme    | Sztafeta 4 × 5 km       | 55:36,6     | +1:17,1  | ZSRR                    |
| 2.      | 19 lutego   | 1993 | Falun            | 15 km stylem klasycznym | 44:49,0     | +50,0    | Jelena Välbe            |
| 14.     | 21 lutego   | 1993 | Falun            | 5 km stylem klasycznym  | 14:07,6     | +31,7    | Łarisa Łazutina         |
| 4.      | 25 lutego   | 1993 | Falun            | Sztafeta 4 × 5 km       | 54:15,7     | +1:14,3  | Rosja                   |

### Puchar Świata

#### Miejsca w klasyfikacji generalnej
- sezon 1981/1982: 18.
- sezon 1982/1983: 1.
- sezon 1983/1984: 1.
- sezon 1984/1985: 10.
- sezon 1987/1988: 3.
- sezon 1988/1989: 6.
- sezon 1990/1991: 17.
- sezon 1991/1992: 10.
- sezon 1992/1993: 8.
- sezon 1993/1994: 10.

#### Zwycięstwa w zawodach
| Nr  | Dzień      | Rok  | Miejscowość   | Konkurencja             | Czas biegu  |
| --- | ---------- | ---- | ------------- | ----------------------- | ----------- |
| 1.  | 5 marca    | 1983 | Lahti         | 5 km stylem klasycznym  | –           |
| 2.  | 20 marca   | 1983 | Anchorage     | 10 km stylem klasycznym | –           |
| 3.  | 27 marca   | 1983 | Labrador City | 10 km stylem klasycznym | –           |
| 4.  | 17 grudnia | 1983 | Autrans       | 10 km stylem klasycznym | –           |
| 5.  | 8 lutego   | 1984 | Sarajewo      | 10 km stylem klasycznym | 31:44.2 min |
| 6.  | 12 lutego  | 1984 | Sarajewo      | 5 km stylem dowolnym    | 17:04.0 min |
| 7.  | 18 lutego  | 1984 | Sarajewo      | 20 km stylem klasycznym | 1:01:45.0 h |
| 8.  | 18 grudnia | 1987 | Reit im Winkl | 5 km stylem dowolnym    | –           |
| 9.  | 17 lutego  | 1989 | Lahti         | 10 km stylem klasycznym | –           |
| 10. | 14 marca   | 1989 | Oslo          | 2x10 km łączony         | –           |
| 11. | 7 marca    | 1992 | Funäsdalen    | 5 km stylem klasycznym  | 13:48.3 min |

#### Miejsca na podium
| Nr  | Dzień       | Rok  | Miejscowość   | Konkurencja             | Czas biegu  | Strata  | Miejsce | Zwycięzca        |
| --- | ----------- | ---- | ------------- | ----------------------- | ----------- | ------- | ------- | ---------------- |
| 1.  | 12 grudnia  | 1982 | Val di Sole   | 5 km stylem klasycznym  | ?           | ?       | 2       | Květa Jeriová    |
| 2.  | 25 marca    | 1983 | Falun         | 10 km stylem klasycznym | ?           | ?       | 2       | Květa Jeriová    |
| 3.  | 5 marca     | 1983 | Lahti         | 5 km stylem klasycznym  | –           | –       | 1       | –                |
| 4.  | 12 marca    | 1983 | Oslo          | 20 km stylem klasycznym | ?           | ?       | 2       | Britt Pettersen  |
| 5.  | 20 marca    | 1983 | Anchorage     | 10 km stylem klasycznym | –           | –       | 1       | –                |
| 6.  | 27 marca    | 1983 | Labrador City | 10 km stylem klasycznym | –           | –       | 1       | –                |
| 7.  | 17 grudnia  | 1983 | Autrans       | 10 km stylem klasycznym | –           | –       | 1       | –                |
| 8.  | 8 lutego    | 1984 | Sarajewo      | 10 km stylem klasycznym | 31:44.2 min | –       | 1       | –                |
| 9.  | 12 lutego   | 1984 | Sarajewo      | 5 km stylem dowolnym    | 17:04.0 min | –       | 1       | –                |
| 10. | 18 lutego   | 1984 | Sarajewo      | 20 km stylem klasycznym | 1:01:45.0 h | –       | 1       | –                |
| 11. | 25 lutego   | 1984 | Falun         | 10 km stylem klasycznym | ?           | ?       | 3       | Raisa Smietanina |
| 12. | 8 marca     | 1984 | Oslo          | 20 km stylem klasycznym | ?           | ?       | 2       | Anette Bøe       |
| 13. | 19 stycznia | 1985 | Seefeld       | 10 km stylem dowolnym   | 30:54.8 min | +1.4 s  | 2       | Anette Bøe       |
| 14. | 18 grudnia  | 1987 | Reit im Winkl | 5 km stylem dowolnym    | -           | -       | 1       | -                |
| 15. | 17 marca    | 1988 | Oslo          | 30 km stylem klasycznym | ?           | ?       | 2       | Marjo Matikainen |
| 16. | 17 lutego   | 1989 | Lahti         | 10 km stylem klasycznym | -           | -       | 1       | -                |
| 17. | 14 marca    | 1989 | Oslo          | 2x10 km łączony         | -           | -       | 1       | -                |
| 18. | 12 lutego   | 1991 | Val di Fiemme | 5 km stylem klasycznym  | 14:04.2 min | +5.7 s  | 2       | Trude Dybendahl  |
| 19. | 4 stycznia  | 1992 | Kawgołowo     | 15 km stylem klasycznym | 43:58.2 min | +49.9 s | 3       | Jelena Välbe     |
| 20. | 7 marca     | 1992 | Funäsdalen    | 5 km stylem klasycznym  | 13:48.3 min | -       | 1       | -                |
| 21. | 9 stycznia  | 1993 | Ulrichen      | 10 km stylem klasycznym | 28:43.4 min | +12.5 s | 2       | Jelena Välbe     |
| 22. | 19 lutego   | 1993 | Falun         | 15 km stylem klasycznym | 44:49.1 min | +49.9 s | 2       | Jelena Välbe     |
| 23. | 8 stycznia  | 1994 | Kawgołowo     | 10 km stylem klasycznym | 30:29.3 min | +10.4 s | 2       | Lubow Jegorowa   |
| 24. | 15 lutego   | 1994 | Lillehammer   | 5 km stylem klasycznym  | 14:08.8 min | +27.2 s | 3       | Lubow Jegorowa   |
| 25. | 24 lutego   | 1994 | Lillehammer   | 30 km stylem klasycznym | 1:25:41.6 h | +32.0 s | 3       | Manuela Di Centa |